# (2593) Buryatia
(2593) Buryatia es un asteroide perteneciente al cinturón de asteroides, descubierto el 2 de abril de 1976 por Nikolái Stepánovich Chernyj desde el Observatorio Astrofísico de Crimea (República de Crimea).

## Designación y nombre
Designado provisionalmente como 1976 GB8. Fue nombrado Buryatia en homenaje a la República Socialista Soviética Autónoma de Buriatia.